# مخروط رماد

تمثيل تخطيطي للبنية الداخلية لمخروط رماد نموذجي.

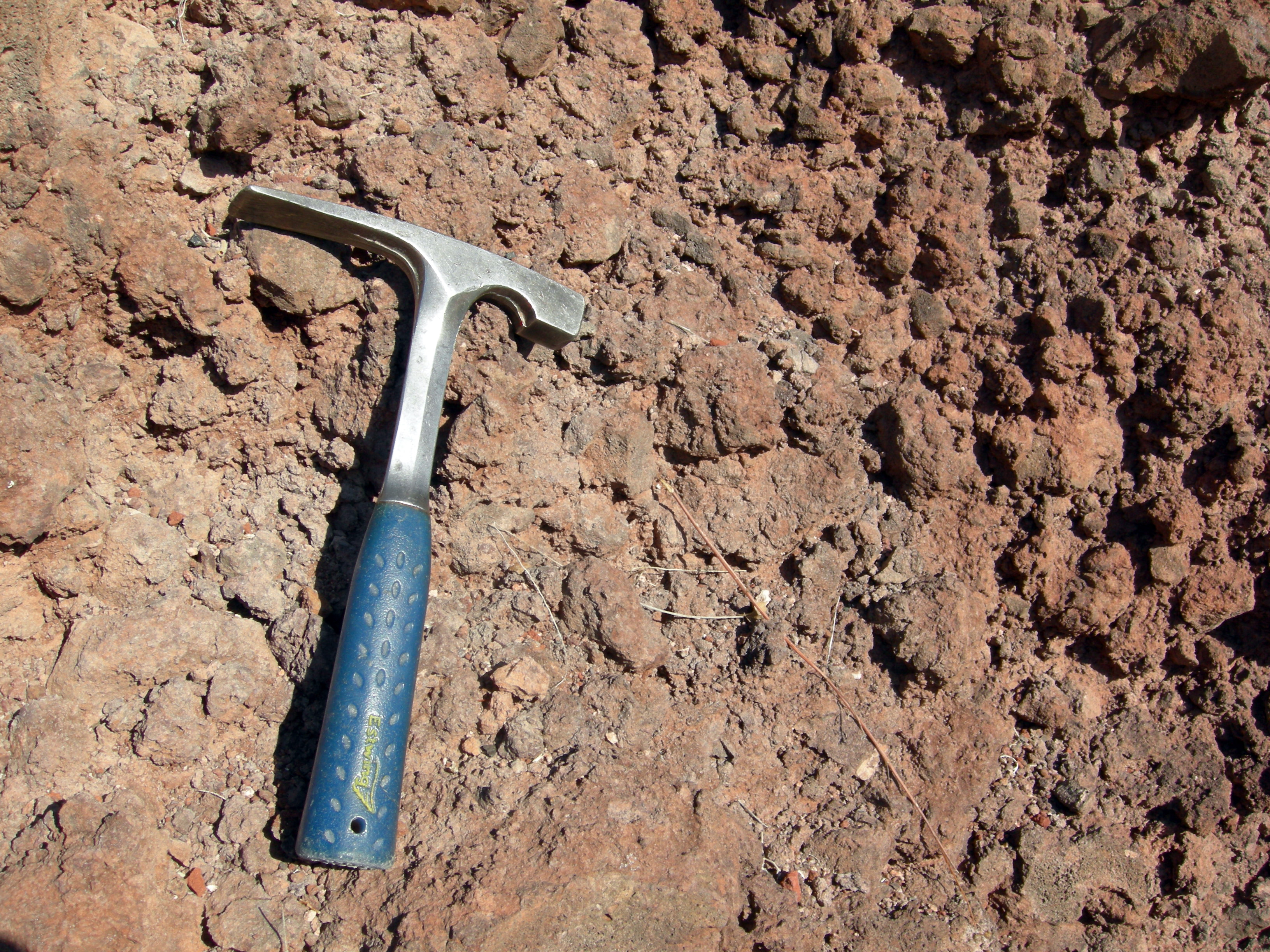
رماد من مخروط رمادي من عصر بليستوسين، وادي سان برناردينو، في جنوب شرق أريزونا.

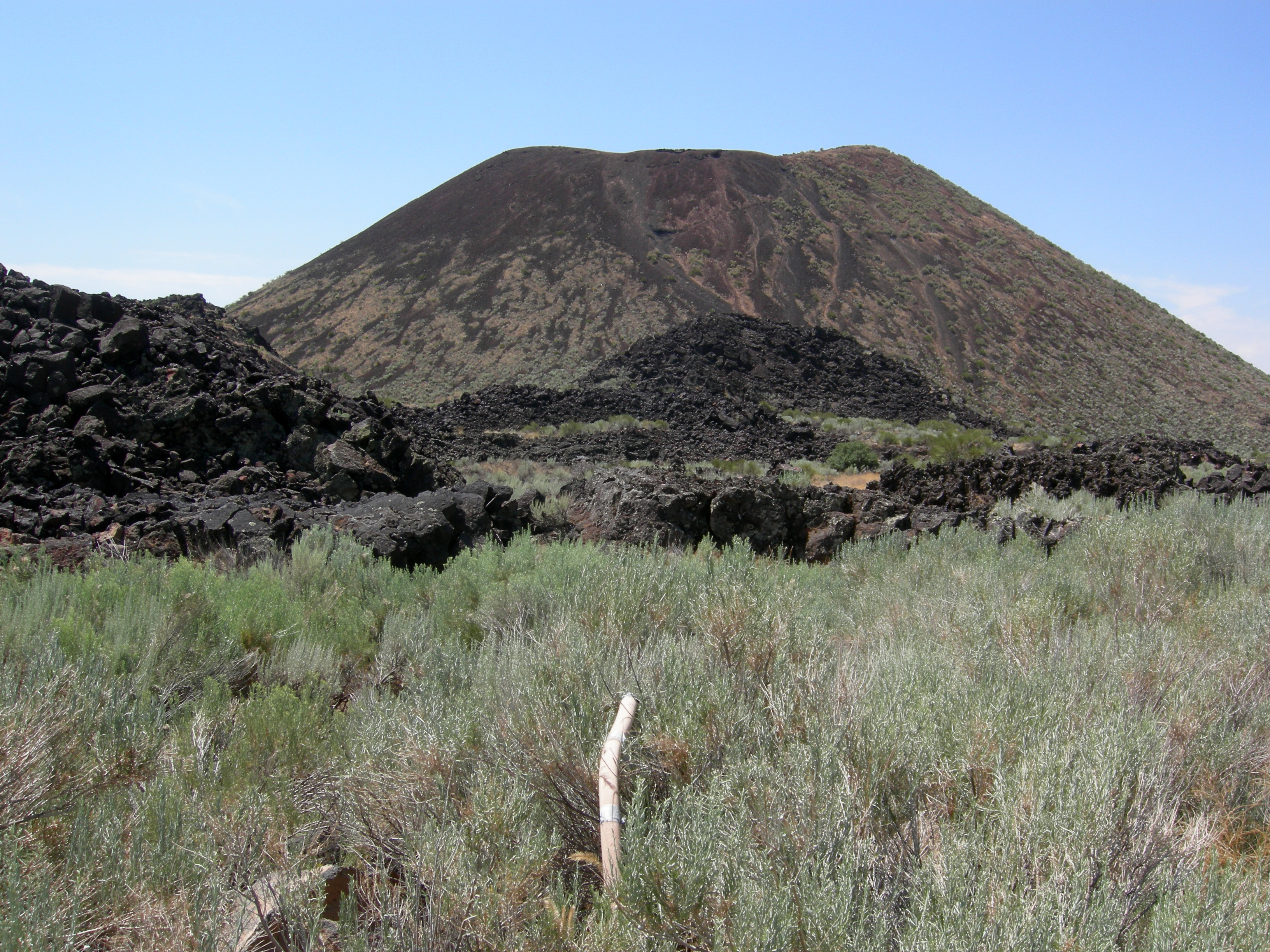
هولوسين بالقرب من فيو، في ولاية يوتا.

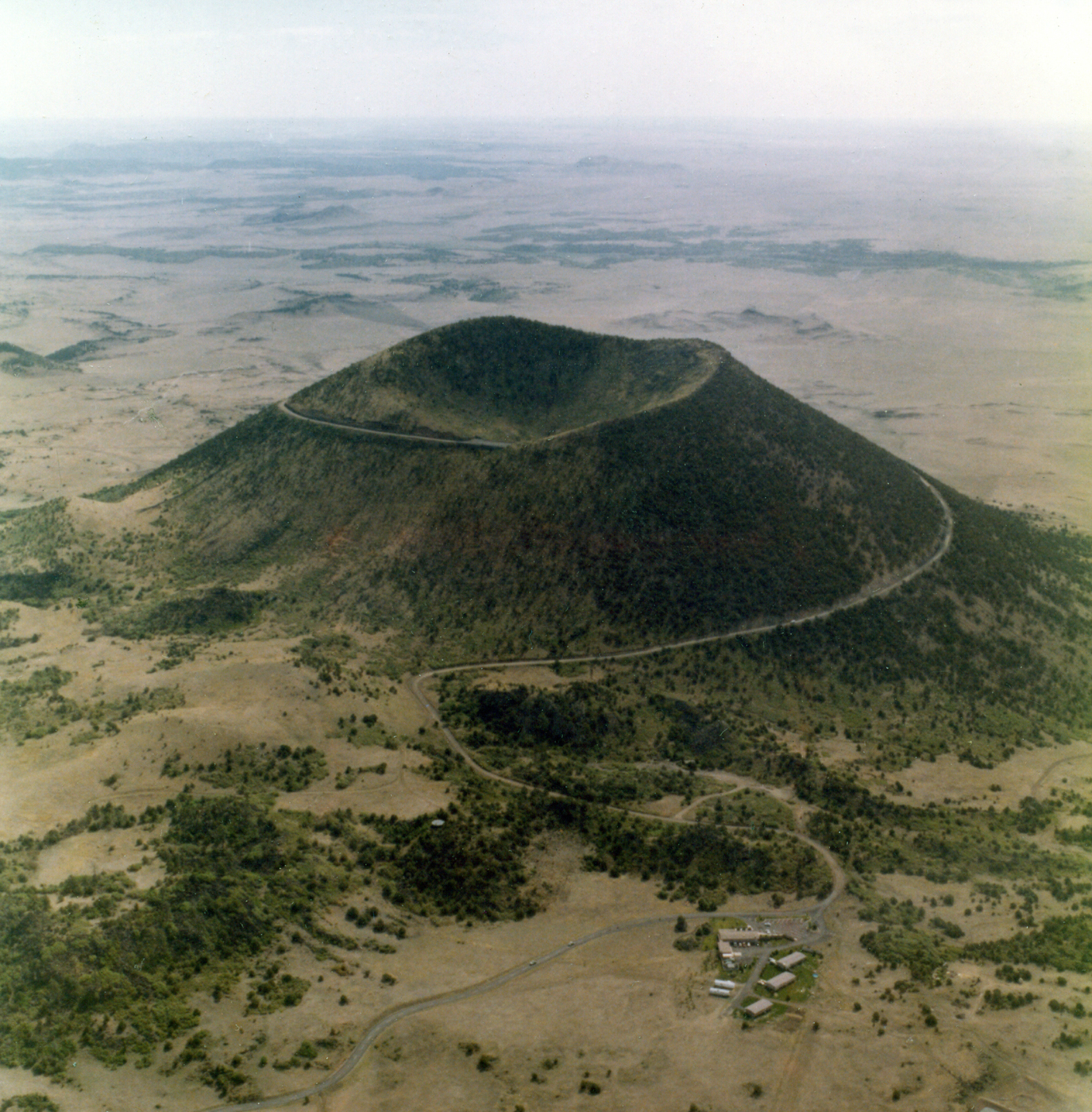
ببركان كابولين، في نيومكسيكو.

مخروط الرماد أو مخروط النفاية أو مخروط الرماد البركاني هو تل ذو شكل مخروطي حاد من التفرا (الحطام البركاني) الذي يتراكم حوله ويتجه مع الريح من فتحة البركان.

## آليات الانفجار
تأخذ شظايا الصخور، والتي غالبًا ما تُسمى الرماد أو النفاية، شكلاً زجاجيًا وتحتوي على العديد من فقاعات الغاز «المجمدة» في المكان التي تنفجر فيه المواد الصهارة في الهواء ثم تبرد بسرعة. ويتراوح حجم مخاريط الرماد من عشرات المترات إلى مئات المترات الطولية. وتُصنع مخاريط الرماد من مادة نارية رسوبية. وتحتوي العديد من مخاريط الرماد على فوهة في القمة تأخذ شكل الوعاء.
أثناء المرحلة الأخيرة من انفجار مخروط الرماد، تفقد مواد الصهارة معظم الغازات التي تحتويها. ولا تعتبر هذه الصهارة الناضبة من الغاز نافورة لكنها إلى حد ما تترسب في الفوهة أو تحت قاعدة المخروط كالحمم البركانية. ونادرًا ما تصعد الحمم البركانية من القمة (باستثناء ما هو على شكل نافورة) لأن تفكك الرماد وعدم تماسكه يجعله ضعيفًا جدًا وغير قادر على دعم الضغط المبذول من الصخور المنصهرة حيث ترتفع نحو السطح من خلال الفتحة المركزية وتكون الحمم المنصهرة أكثر كثافة من الرماد الغني بالفقاعات لأنها تحتوي على القليل جدًا من فقاعات الغاز. وهكذا غالبًا ما تختبئ على طول قاع مخروط الرماد رافعة الرماد الأقل كثافة مثل الفلين إلى سطح الماء، وتتقدم نحو الخارج، صانعة حمم بركانية تتدفق حول قاعدة المخروط.وعندما ينتهي الانفجار يستقر مخروط مماثل من الرماد في وسط القاعدة المحيطة بالحمم البركانية. إذا تم كسر الفوهة تمامًا، ستأخذ الجدران المتبقية شكل مدرج أو حدوة حصان حول الفتحة.

## الحدوث
عادة ما توجد مخاريط الرماد على جوانب البراكين الدرعية والبراكين الطبقية والكالديرا. على سبيل المثال، حدد الجيولوجيون ما يقرب من 100 مخروط رمادي على جوانب مونا كيا، وهو بركان درعي يقع في جزيرة هاواي. ويُشار أيضًا إلى هذه المخاريط باعتبارها «مخاريط النفاية» و«مخاريط الرماد والترشيش».
ومن أشهر مخاريط الرماد بركان باريكوتين والذي ظهر في حقل ذرة في المكسيك في عام 1943 من فتحة جديدة. واستمرت الانفجارات لمدة 9 سنوات وكونت مخروطًا على ارتفاع 424 مترًا، وأنتجت تدفقات بركانية غطت مساحة تبلغ 25 كيلو مترًا مربعًا.
ومن أكثر مخاريط الرماد نشاطًا على الأرض سيرونيجرو في نيكاراغوا. وهو جزء من مجموعة من أربعة مخاريط صغيرة تقع شمال غرب بركان لاس بيلاس. ومنذ انفجاره الأول في عام 1850، فقد انفجر أكثر من 20 مرة، كان أحدثها في عامي 1995 و1999.